# Jours de France
Jours de France es una revista francesa especializada en la actualidad de los famosos y de las familias reales europeas. En su primera etapa se publicó más de treinta años y volvió a publicarse de nuevo casi 25 años después. La cabecera está editada por el grupo Figaro.

## Historia

### Una revista semanal popular (1958-1989)
Es una revista semanal femenina francesa lanzada en noviembre de 1954 por el grupo de prensa Havas junto a Marcel Dassault que mantenía una crónica llamada «Le Café du commerce». En ella se mezclaba páginas de moda y crónicas mundanas, también incluía dibujos humorísticos. Se enviaba cada semana a todos los médicos y dentistas de Francia para que pudiesen leerlo los pacientes en las salas de espera. También era gratuito para los trabajadores de las fábricas aeronáuticas Dassault.
El semanal se financia esencialmente por la publicidad y puede ser considerado como un pionero de la prensa gratuita. Jours de France levaba aproximadamente 220 páginas con cubierta: reseñas de moda, páginas salud, una crónica mundasna, una crónica de Marcel Dassault titulada «Le Café du commerce» en la que comentaba la actualidad, dibujos humoristiques de Jacques Faizant, Kiraz, Gallo, Vigno, Jean Bellus, Gad (Claude Georges Gadoud) y Hervé (alias Hervé de los Vallières).
Además, semanalmente, llevaba un crucigrama de palabras cruzadas en gran formato (20x20) firmada «Eudipe» que tenía la peculiaridad de descubrir las obras de un escritor, o un cineasta, o un pintor o un músico, contribuyendo a dar una nota cultural a la revista.
La revista fue recomprada en 1988 a Havas por Socpresse (grupo Hersant) que editaba sobre todo Le Figaro,  pero Jours de France dejó de publicarse en enero de 1989.

### Renacimiento en dos actos
A finales de 2011 Jours de France reapareció, primero como una página web en internet, proponiendo trabajos de actualidad sobre las familias reales europeas. Después, el grupo Figaro invirtió 500.000 euros para la recuperación de la cabecera que reapareció el 7 de agosto de 2013 como una revista trimestral en papel. La revista de 116 páginas estaba concebida y realizada por la agencia Relaxnews, tratando la actualidad de los famosos y de las familias reales europeas, con la participación de Stéphane Bern, éditorialista de la revista Figaro y Bertrand de Santo-Vincent director adjunto a cargo del área cultural de Le Figaro y con el dibujante Voutch, bajo la dirección de Sofia Bengana.

### Polémica y proceso judicial conJour de France
Desde que dejó de publicarse en 1998 continúo perteneciendo al grupo Figaro, que renovaba regularmente el mantenimiento de la cabecera. En 2010, el grupo Lafont Acucia, con la sociedad Entreprendre, lanzó un mensual llamado Jour de France que solo se diferenciaba en la «s», después de haber registrado la marca en 2003. Cuando volvió a salir en 2011 Jours de France la sociedad Entreprendre inició un proceso judicial de plagio. Tras diversos fallos y recursos en uno y otro sentido, finalmente la sociedad Entreprendre tuvo que indemnizar al grupo Figaro y cesar la comercialización de su revista.